# Angelo Citracca
Angelo Citracca (Roma, 6 febbraio 1969) è un dirigente sportivo ed ex ciclista su strada italiano. Professionista dal 1992 al 1998, dal 2009 al 2021 è stato general manager della formazione Professional Continental toscana Vini Zabù (già sponsorizzata in passato ISD, Farnese Vini, Vini Fantini, Yellow Fluo, Southeast, Wilier Triestina e Neri Sottoli).

## Palmarès
- 1990 (Dilettanti)

Trofeo Matteotti - Marcialla
- 1991 (Dilettanti)

Campionati italiani, Prova in linea Dilettanti
Gran Premio Comune di Cerreto Guidi
- 1998 (Kross-Selle Italia, una vittoria)

Giro d'Oro

## Piazzamenti

### Grandi Giri
- Giro d'Italia

1993: 103º
1995: ritirato
1997: ritirato

### Classiche monumento
- Milano-Sanremo

1994: 22º
1995: 94º
- Giro delle Fiandre

1994: 30º
- Giro di Lombardia

1993: 69º
1994: 46º